# Frederick Demuth
Frederick Demuth (Londres, Reino Unido, 23 de Junho de 1851 - Clapton (Londres), Reino Unido, 28 de Janeiro de 1929) é tido como filho de Karl Marx e Helena Demuth.
Em 23 de Junho de 1851 Helena Demuth deu à luz um menino, Henry Frederick Demuth, cuja certidão de nascimento omitia o nome do pai. Alguns estudiosos concordam que Karl Marx seria seu pai, visão que se reflete na correspondência sobrevivente da família Marx e seu círculo mais amplo, bem como no fato de que sua esposa, Jenny von Westphalen, estava em viagem ao exterior nove meses antes do nascimento. O bebê recebeu o primeiro nome de Friedrich Engels, e a correspondência familiar sugere que Engels, solteiro que residia em Manchester e amigo pessoal mais próximo de Karl Marx, reivindicou a paternidade do menino. Mas essa correspondência foi escrita anos depois do evento real por uma das filhas de Marx, que tinha conhecimento do fato através de boatos.
A paternidade da criança, no entanto, continua a ser objeto de discussão, com o acadêmico Terrell Carver afirmando que, embora se afirme desde 1962 que Marx era o pai, "isso não está bem fundamentado nos materiais documentais disponíveis", acrescentando que "a fofoca" não é apoiada por "evidência direta que tenha inequivocamente sobre este assunto".
Logo após o nascimento, o bebê, Frederick Lewis Demuth (1851-1929), foi adotado por uma família da classe trabalhadora londrina de nome Lewis. Mais tarde, formou-se fabricante de ferramentas, e foi ativo no sindicato Amalgamated Engineering Union e um membro fundador do Partido Trabalhista. Eleanor Marx, a filha mais nova de Marx, conheceu Frederick algum tempo depois da morte de seu pai e fez dele um amigo da família.